# Heimatschutzbrigade 54
Die Heimatschutzbrigade 54 war eine teilaktive Heimatschutzbrigade des Heeres der Bundeswehr mit Stabssitz zuletzt in Zweibrücken, vormalig in der Jägerkaserne in Trier. Die Brigade wurde 1981 ausgeplant und 1992 aufgelöst. Sie war Teil des Territorialheeres und unterstand dem Wehrbereichskommando IV.

## Gliederung

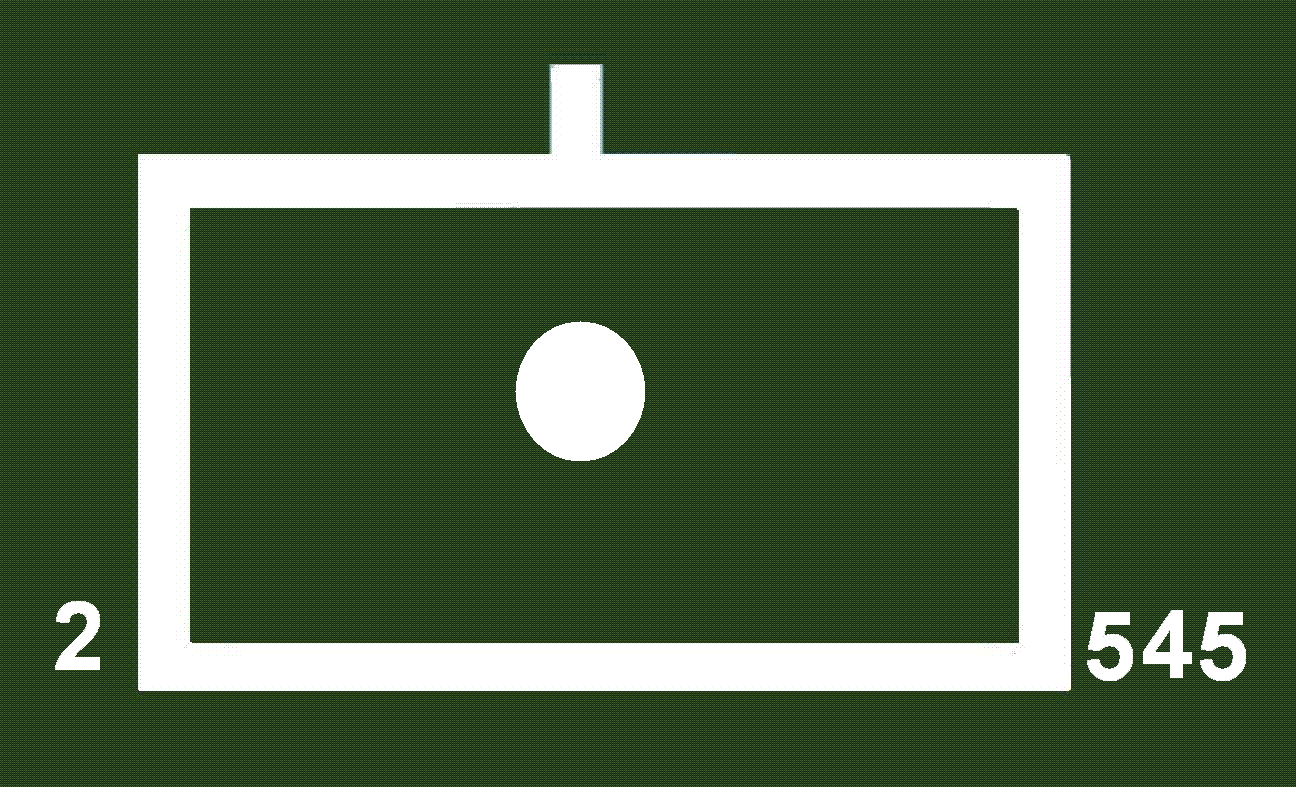
Taktisches Zeichen 2./Feldartilleriebataillon 545

Die Brigade gliedert sich um 1989 wie folgt:
- Stab/Stabskompanie Heimatschutzbrigade 54 (teilaktiv), Trier (Jägerkaserne)
  - Pionierkompanie 540 (GerEinh), Kaiserslautern
  -  ABC-Abwehrkompanie 540 (GerEinh), Kaiserslautern
  -  Sanitätskompanie 540 (GerEinh), Kaiserslautern
  -  Nachschubkompanie 540 (teilaktiv), Trier
  -  Instandsetzungskompanie 540 (teilaktiv), Trier
  -  Jägerbataillon 541 (GerEinh), Bexbach
  -  Jägerbataillon 542 (teilaktiv), Bexbach (mit MTW 113)
  -  Panzerbataillon 543 (teilaktiv), Hermeskeil (mit M 48)
  -  Panzerbataillon 544 (teilaktiv), Hermeskeil (mit M 48)
  -  Feldartilleriebataillon 545 (teilaktiv), Lahnstein (mit FH 105mm (L)) (1990 aufgelöst und Personal zur Aufstellung Heeresunteroffizierschule III verwendet)
  -  Feldersatzbataillon 547 (GerEinh), Nünschweiler

## Geschichte

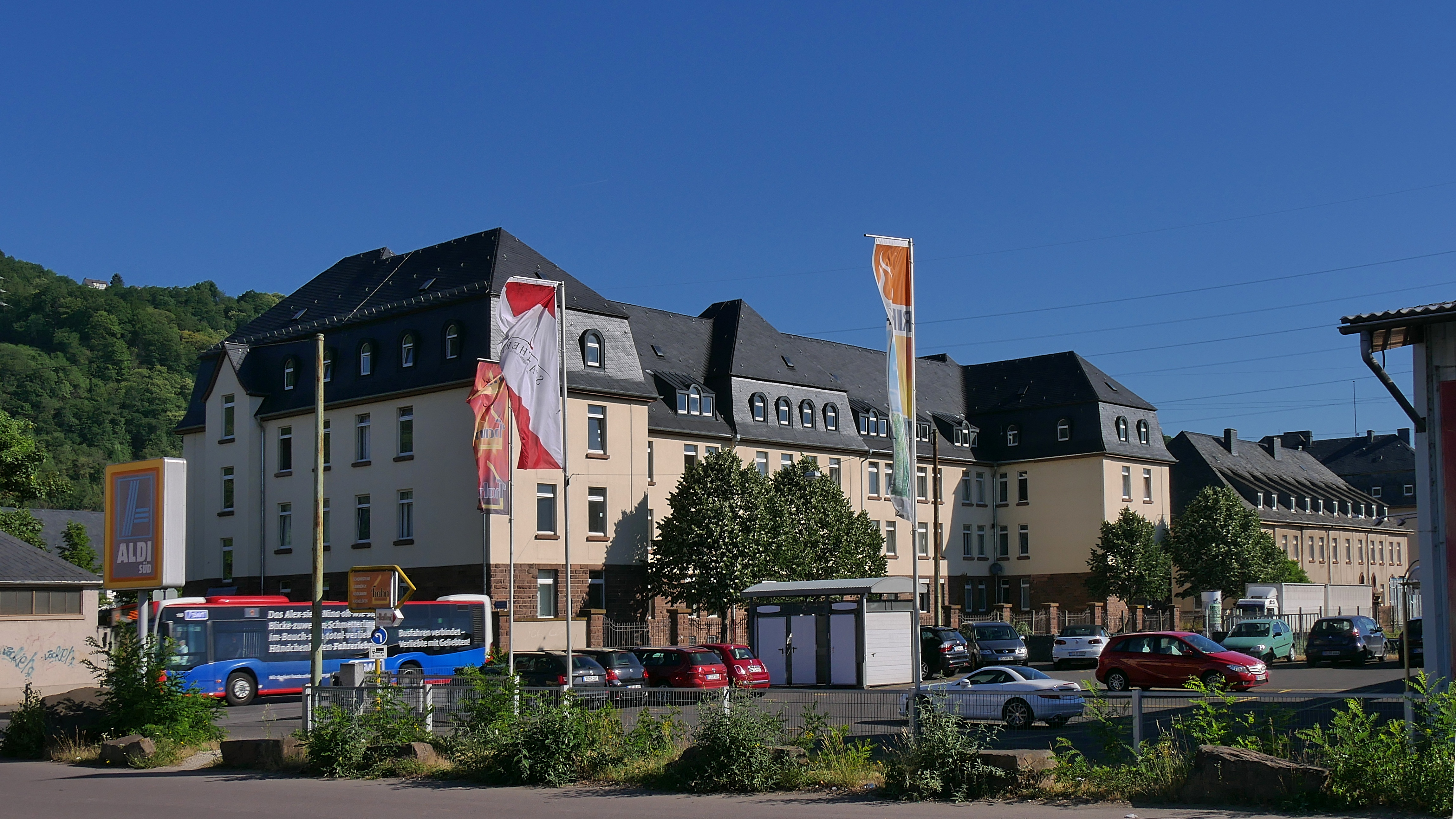
Sitz des Stabes vor der Verlagerung nach Zweibrücken: Die Jägerkaserne in Trier

### Aufstellung
Die Brigade wurde am 1. April 1981 zur Einnahme der Heeresstruktur IV im Wehrbereich IV aufgestellt. Zur Aufstellung wurden Teile des zeitgleich aufgelösten Heimatschutzkommandos 16 herangezogen. Zeitgleich wurde die nicht aktive „Schwesterbrigade“ Heimatschutzbrigade 64 in Nünschweiler ausgeplant. Die Heimatschutzbrigade 54 war zunächst in Trier, später in Zweibrücken stationiert.
Wie ihre Bezeichnung andeutet, war die teilaktive Heimatschutzbrigade 54 eine der zwölf Heimatschutzbrigaden des Territorialheeres. Die Brigade umfasste etwa 2500 aktive Soldaten. Im Verteidigungsfall konnte die Brigade durch Reservisten auf volle Sollstärke von rund 4500 Soldaten aufwachsen. Einige der unterstellten Bataillone und Kompanien waren dazu als nicht aktive Geräteeinheiten ausgeplant, deren Wehrmaterial im Frieden in Depots lagerte und erst im Verteidigungsfall mobil gemacht worden wäre.
Die Gliederung und Ausrüstung der Heimatschutzbrigade 54 war mit den drei anderen teilaktiven Heimatschutzbrigaden im Territorialheer vergleichbar: den Kern bildeten jeweils zwei Jägerbataillone, zwei Panzerbataillone und ein Feldartilleriebataillon. Diese Gliederung entsprach etwa einer verstärkten Jägerbrigade bzw. einer „leichten“ Panzergrenadierbrigade. Allerdings verfügte die Brigade „nur“ über veraltete M 48 in den Panzerbataillonen und schweren Kompanien der Infanteriebataillone. Nur eines der beiden Jägerbataillone war mit MTW M113 beweglich gemacht. Die Feldartillerie war wie bei den meisten Heimatschutzbrigaden mit gezogenen Feldhaubitzen FH 105mm (L) ausgerüstet.
Aufgabe der Heimatschutzbrigade als Teil des Territorialheeres war unter anderem die Verteidigung des rückwärtigen Heeresgebietes, insbesondere die Sicherung wichtiger Infrastruktur wie Marschrouten, Verkehrsknotenpunkte und Fernmeldeeinrichtungen. Im rückwärtigen Raum musste mit Luftlandetruppen, durchgesickerten oder durchgebrochenen Feind gerechnet werden.

### Auflösung
Nach der Wiedervereinigung und Ende des Kalten Krieges wurde die Heimatschutzbrigade 54 im Zuge der Verkleinerung des Heeres am 30. September 1992 aufgelöst. Teile der Brigade wurden zur Aufstellung des Jägerregiments 54 verwendet.

## Verbandsabzeichen

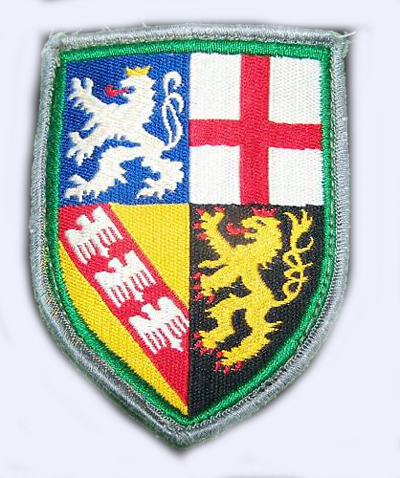
Gewebte Version des Verbandsabzeichens

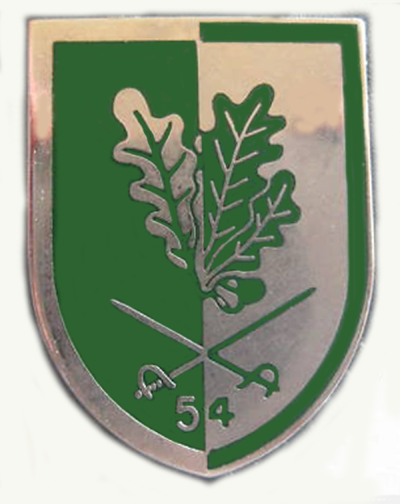
Internes Verbandsabzeichen der Stabskompanie: ein für die Jägertruppe typisch überwiegend in Grün gezeichnetes Wappen mit Eichenzweig (vgl. Verbandsabzeichen der Heimatschutzbrigade 52). Die gekreuzten Schwerter sind ein Symbol für die Infanterie bzw. das Heer im Allgemeinen ähnlich dem Streitkräfteabzeichen der Schirmmützen.

Die Brigade führte ein Verbandsabzeichen mit folgender Blasonierung:
„Grün bordiert, gevierter Schild. Oben ein goldgekrönter und rotgezungter silberner Löwen im blauen Feld; vorne ein rotes Kreuz im silbernen Feld; hinten drei einen roten Balken belegende, gestümmelte silberne Adler im goldenen Feld; unten ein rotgekrönter, rotbewehrter und rotgezungter goldener Löwe im schwarzen Feld.“
Das Verbandsabzeichen stellte die Verbindung zum Stationierungsraum im Saarland und Rheinland-Pfalz her. Das Verbandsabzeichen ähnelte dem Landeswappen des Saarlandes: Der silberne Löwe stand für die Grafen von Saarbrücken, das Trierer Kreuz für Kurtrier, die Alérions für das Herzogtum Lothringen, der goldene Pfälzer Löwe für die Pfalz. Die Symbole standen für die Vorgängerterritorien des Saarlandes. Das Trierer Kreuz und der Pfälzer Löwe erschienen auch im Landeswappen von Rheinland-Pfalz. Der grüne Bord war typisch für alle Heimatschutzbrigaden in der Heeresstruktur IV. Grün war die Waffenfarbe der Jägertruppe, denn die meisten Heimatschutzbrigaden ähnelten verstärkten Jägerbrigaden.
Das Verbandsabzeichen wurde vom „Vorgängerverband“ Heimatschutzkommando 16 übernommen. Der Pfälzer Löwe fand sich auch im Verbandsabzeichen der 4. Panzergrenadierdivision und der Heimatschutzbrigade 56.

## Kommandeure
Die Brigade wurde durch folgende Offiziere kommandiert:
- Oberst Horst Loch (1. April 1981 – 31. März 1982)
- Oberst Eberhard Wetter  (1. April 1982 – 31. März 1985)
- Oberst August Benischke  (1. April 1985 – November 1990)
- Oberst Wolfgang Goehler (1. Dezember 1990 – 30. September 1992)